# Uhbニュースレポート5:30
『uhbニュースレポート5:30』（ユーエイチビー ニュースレポートごうさんまる）は、1980年4月5日から1988年3月27日まで北海道文化放送で放送されていた週末夕方のニュース番組である。

## 概要
フジテレビ発『FNNニュースレポート5:30』の北海道ローカル差し替え版。正式名称は『uhbニュースレポート5:30 FNN』であるが、初期には大文字のロゴを使用していた。
放送開始から5年間は土曜夕方と日曜夕方に放送されていたが、土曜版はフジテレビの『FNNニュースレポート5:30』とともに1985年3月30日に終了。以後は日曜版のみの放送となり、土曜夕方には『イブニングニュース』の土曜版が放送されるようになった。残った日曜版は、月曜 - 土曜に放送の夕方のニュースが『イブニングニュース』から『uhbスーパータイム』へリニューアルするまでこのタイトルで放送され続けた。

## 放送時間
いずれも日本標準時。
- 土曜 - 日曜 17:30 - 17:50（1980年4月5日 - 1985年3月31日）
- 日曜 17:30 - 17:50（1985年4月7日 - 1988年3月27日）

## オープニング
『uhbニュースレポート23:00』のオープニングを流用していたが、『23:00』に比べるとやや明るめのブルーバックを使用。BGMは『FNNニュースレポート6:00』で使われていたバージョンを使用していた。
- 晩年にはスポンサーの表示が無く、途中でフェードアウトしていた。